# Diane Craig
Diane Craig (ur. 9 czerwca 1949 w Bangor w Irlandii Północnej) – australijska aktorka telewizyjna i filmowa.

## Życiorys
Diane urodziła się w Wielkiej Brytanii, ale w 1960 roku przeniosła się do Australii. Uczęszczała do prestiżowej uczelni Australian National Institute of Dramatic Arts „NIDA”, jednak po roku czasu zaprzestała nauki. 13 kwietnia 1971 roku poślubiła australijskiego aktora Garry’ego McDonald'a, którego poznała podczas produkcji „Let,s Get a Divorce”. Ma dwójkę dzieci Davida McDonald'a (producent i reżyser) oraz Kate McDonald (aktorka).
Na dużym ekranie zadebiutowała w 1970 roku w filmie Ned Kelly grając u boku m.in. Mick'a Jaggera.
W trakcie swojej kariery Diane Craig pojawiła się w ponad 10 filmach – najpopularniejsze z nich: Akwizytor, W jej skórze, Never Tell Me Never czy Ned Kelly. Była nominowana do nagrody Australijskiego Instytutu Filmowego w 1978 roku za drugoplanową rolę w filmie The Mango Tree. Diane zagrała także w ponad 230 odcinkach seriali australijskich, m.in. takich jak: Latający doktorzy, Szkoła złamanych serc, Chata pełna Rafterów czy Cena życia.

## Nagrody i nominacje
- Nominacja – Australijska Akademia Sztuk Filmowych i Telewizyjnych AACTA 1978 – za: Najlepsza aktorka drugoplanowa – za rolę w filmie The Mango Tree[2].

## Filmografia
Filmy 
- 1970: Ned Kelly jako Maggie Kelly
- 1977: The Mango Tree jako panna Pringle
- 1989: Akwizytor jako Sophie
- 1998: Never Tell Me Never jako Shirley Shepherd
- 2009: Emergence jako Margaret
- 2009: W jej skórze jako Joy

 Seriale 
- 1985: Więźniarki jako Anita Selby
- 1995: Zatoka serc jako Teresa Lynch
- 1996-1997: Szkoła złamanych serc jako dyrektor June Dyson
- 1999-2001: Cena życia jako Colleen Collins
- 2008: Pod błękitem nieba jako Deborah McManus
- 2011: Crownies jako Carolyn Fletcher